# Cherier
 Cherier  es una población y comuna francesa, situada en la región de Auvernia-Ródano-Alpes, departamento de Loira, en el distrito de Roanne y cantón de Saint-Just-en-Chevalet.

## Demografía
| 703 | 647 | 595 | 542 | 482 | 445 |
| Para los censos de 1962 a 1999 la población legal corresponde a la población sin duplicidades (Fuente: INSEE [Consultar]) |     |     |     |     |     |